# Синій пенні
Синій пенні (англ. Penny Blue) часто приймають за поштову марку Великої Британії. Це з серії пробних відбитків, які були зроблені в той час, коли Роуленд Гілл розглядав нові кольори, які мали використовуватися для марок, які повинні були замінити сорний пенні і оригінальний випуск 1840 року синій двопенсовик.
Рішення змінити чорну марку на червону вже було прийнято, і водночас колір чорнила, що використовується для погашень, мав змінитися з червоного на чорний. Хоча було вирішено, що марка ціною два пенси залишиться синьою, партія була надрукована чорнилом, відмінним від того, що використовувалося на оригіналі (таким чином, коли марка була надрукована, на ній були додані білі лінії над і під написом, щоб нові відбитки можна було розрізнити з першого погляду).
На початку грудня 1840 року Роуленд Гілл побажав побачити, як виглядатимуть марки в нових кольорах, і попросив (у формі аркуша) зразки червоно-коричневого кольору, який мав використовуватися для нової марки в один пенні, а також два аркуші синього кольору, оскільки вибір кольору ще не був зроблений. Двома синіми, використаними для друку, були темно-синій і синій.
Для друку цих трьох аркушів була використана пластина 8, сконструйована для виробництва чорних пенні.
Роуленд Гілл вибрав насичений синій колір для марки номіналом два пенси.
Приклади, надруковані червоно-коричневим відтінком, якби вони потрапили на пошту, не відрізнялися б від пізніших друкованих видань, зроблених у цьому кольорі як частина загального випуску в 1841 році.
Проби матриць, пластин і паперу були поширеним етапом у процесі попереднього виробництва поштових марок з часів появи перших поштових марок. Вони ніколи не використовувалися як поштові, а тому не є «поштовою маркою», а радше є її зображенням, часто для перевірки типу чи кольору фарби, її реакції на певному папері, а також для перевірки самого зображення. Це було особливо важливо на початку розвитку поштового виробництва, коли для відтиску використовували металеві (а іноді кам'яні чи навіть дерев'яні) пластини, і деякі фарби спричиняли надмірне зношування пластин.

## Подальше читання
- Gibbons-Partridge, J. «Line-Engraved Colours and the 'Penny Blue'». The GB Journal. Vol. 32 No. 4 (September 1994), p. 78-80.
- Worsfold, Peter. «Penny Red and Penny Blue Revisited». The GB Journal. Vol. 32 No. 2 (May 1994), p. 36-38.